# Òrix
|  | Per a altres significats, vegeu «Oryx (desambiguació)». |

Els òrixs (Oryx) formen un gènere de quatre grans espècies d'antílops, que tenen banyes llargues i rectes o que apunten cap enrere. Tres de les espècies són nadiues d'Àfrica i una quarta procedeix de la península Aràbiga. Existeixen petites poblacions de diverses espècies d'òrix, com l'òrix blanc, a Texas i Nou Mèxic (Estats Units), com a poblacions en captivitat a ranxos d'animals salvatges.